# 撕裂的末日
是一部2002年的美國反烏托邦科幻電影，由寇特·威默執導，主演有克里斯汀·貝爾、艾蜜莉·華森和泰亞·迪格斯。

## 劇情
在 第三次世界大戰 之後，興起一個叫做利比亞的新國家，提倡世界之所以會發生戰爭的原因是源自於人類天生的情感，導致一切的悲傷、憤怒、殺戮。人際糾紛皆因情感氾濫所導致。大戰以後，利比亞開創者（人稱「神父」)造出一種藥物「Prozium」壓抑情感，藉此讓國民變得冷酷，遇到任何事情皆不會產生心理動搖。尤其注重讓小孩監測自家大人是否有情感反應。
主角克里斯汀·貝爾 所飾演的約翰·普雷斯頓正是由利比亞所創立的教會組織「耶和華」中最高等級的「教士」之菁英成員。在一次的任務中，約翰長久以來的合作的合作夥伴與好友艾洛·帕崔吉暪下一本詩集，並賞玩其中的文字之美。約翰在查獲艾洛的犯行之後，將之就地處決。艾洛的位置由另一位冷酷無情又一心求陞遷的成員取代。而約翰之妻也因情感犯罪而被捕消失，他卻只能當個守法的執法者。在之後的任務中，約翰又捕獲抵抗組織成員瑪麗·歐布萊恩。在審訊瑪麗的過程中，約翰的情緒微受震動，使他逐漸體會自己生活中的美感。隨後約翰停用壓抑情感的藥物，找回對前妻的思念，與對好友的歉意。
在調查出瑪麗與艾洛的真實關係後，約翰追索到抵抗組織的總部。抵抗組織首領得知約翰已恢復感情，對他說出地下組織的情況，並要求約翰找機會刺殺神父以恢復人民自由。下不了決心的約翰在生活中遇到許多刺激情緒的事件後，終於與抵抗組織合作，以「破獲」抵抗組織總部的功績，獲得神父接見。在會面的前一刻，才發現神父與他所想不同，而且是將計就計。雙方都發現原來對方有備而來，必須分出你死我活。

## 演員
| 演員                            | 角色                                | 備註                                             |
| ------------------------------- | ----------------------------------- | ------------------------------------------------ |
| 克里斯汀·貝爾                   | 約翰·普瑞斯頓 （John Preston）      | 教士中的菁英，足可以一當百                       |
| 艾蜜莉·華森                     | 瑪莉·歐布萊恩 （Mary O'Brien）      | 反抗組織成員                                     |
| 泰亞·迪格斯                     | 安格斯麥克法良 （Angus Macfadyen）  | 充滿野心的新進教士，視約翰為偶像。但其實另有打算 |
| 安古斯·麥克菲登                 | 副議長杜邦 （Vice-Counsel DuPont）  | 一人之下萬人之上的權貴                           |
| 西恩·賓                         | 艾洛派崔吉 (Errol Partridge)        | 約翰的同事兼好友                                 |
| 馬修·哈伯 （Matthew Harbour）   | 羅比·普瑞斯頓 （Robbie Preston）    | 約翰·普瑞斯頓之子。                              |
| 威廉·菲德內爾                   | Jurgen                              | 反抗組織領袖                                     |
| 西恩·帕威                       | 真理之父 （Father）                 | 利比亞領袖                                       |
| 大衛·漢明斯                     | Proctor                             |                                                  |
| 愛蜜莉·西沃特 （Emily Siewert） | 莉莎·普瑞斯頓 （Lisa Preston）      | 約翰·普瑞斯頓之女。                              |
| 亞莉克莎·薩默 （Alexa Summer）  | 薇薇安·普瑞斯頓 （Viviana Preston） | 約翰·普瑞斯頓之妻。                              |
| Maria Pia Calzone               | 約翰·普瑞斯頓之妻                   |                                                  |
| 多米尼克·珀塞爾                 | Seamus                              |                                                  |
| 布萊恩·康利                     | 閱覽室監工                          |                                                  |
| 寇特·威默（客串）               | 反抗軍犧牲者                        |                                                  |

## 製作
全片色彩基調偏向未來科幻世界透明藍，場景美術設計裡，軍人皆是著劃一黑皮冬大衣法西斯式制服及防彈頭盔，持自動武器（HK MP5、瓦爾特MP、伯奈利M3 Super 90、HK G36系列槍械），自古羅馬帝國宏偉建築物排排出現鎮壓人民，隱約透露美國社會集體焦躁不安情緒；片中類似秘密警察職務的「思想委員」，皆身穿著類似青色中山裝集體動作一致練槍械形。（佩槍是本片獨有的貝瑞塔92FS全自動修改型，主角攜帶兩把，可從袖口伸出）至於反抗軍在初期只有使用落後的武器，並且不斷地被鎮壓，後期卻成功推翻這個國家。
此片與作家乔治·奥威尔（George Orwell）的著作《1984》之意境頗為相像。另外，其中對感情，以及“新世界”的描述也很像薩米爾欽（Yevgeny Zamyatin）筆下的巨作“我們”。

## 外部連結
- 互联网电影数据库（IMDb）上《Equilibrium》的资料（英文）
- 爛番茄上《Equilibrium》的資料（英文）
- Metacritic上《Equilibrium》的資料（英文）
- Box Office Mojo上《Equilibrium》的資料（英文）
- AllMovie上《Equilibrium》的资料（英文）